# Бријер ле Шател
Бријер ле Шател (фр. Bruyères-le-Châtel) насеље је и општина у Француској у региону Париски регион, у департману Есон која припада префектури Палесо.
По подацима из 2011. године у општини је живело 3389 становника, а густина насељености је износила 262,71 становника/km². Општина се простире на површини од 12,9 km². Налази се на средњој надморској висини од 154 метара (максималној 168 m, а минималној 48 m).

## Демографија
| 1962. | 1968. | 1975. | 1982. | 1990. | 1999. | 2011. |
| ----- | ----- | ----- | ----- | ----- | ----- | ----- |
| 1.078 | 1.521 | 2.103 | 2.199 | 2.536 | 3.013 | 3.389 |

График промене броја становника у току последњих година